# Panneau de signalisation routière de services en France
L'objet de la signalisation des services est de porter à la connaissance des usagers de la route la proximité ou la présence de services ou d'installations rares ou isolés, susceptibles de leur être utiles et accompagnés, selon la nature de ces services ou installations, d'une possibilité de stationnement.
La signalisation de services est réalisée à l'aide de panneaux de type CE et/ou du panneau C1a.
Elle peut être complétée par des panneaux de type D.
Les panneaux de type CE, bien que signalant des services, ne doivent pas comporter de raison sociale à l'exception du panneau CE15 dans certaines conditions.

## Liste des panneaux de services
Il existe en France 47 signaux de services de catégorie CE.

CE1
CE2a
CE2b
CE3a
CE3b
CE4a
CE4b
CE4c
CE5a
CE5b
CE6a
CE6b
CE7
CE8
CE9
CE10
CE12
CE14
CE15a
CE15c
CE15e
CE15f
CE15g
CE15h
CE15i
CE15j
CE16
CE17
CE18
CE19
CE20a
CE20b
CE21
CE22
CE23
CE24
CE25
CE26
CE27
CE28
CE29
CE30a
CE30b
CE50
CE51
CE52
CE100

## Caractéristiques
Les panneaux de type CE sont de forme carrée, à l’exception du panneau CE3b qui est rectangulaire.
Il existe sept gammes de dimensions définies pour les panneaux de catégorie CE :
| Gamme          | Largeur du côté du panneau |
| -------------- | -------------------------- |
| Exceptionnelle | 1 500 mm                   |
| Supérieure     | 1 200 mm                   |
| Très grande    | 1 050 mm                   |
| Grande         | 900 mm                     |
| Normale        | 700 mm                     |
| Petite         | 500 mm                     |
| Miniature      | 350 mm                     |

Les panneaux de type CE sont rétroréfléchissants, sauf pour le panneau CE3b (Panneau d’information service faisant partie du relais d’information service).

## Implantation des panneaux

### Sur aires d'autoroutes
Sur les aires annexes d'autoroutes et de routes à chaussées séparées sans accès riverain, les panneaux indiquant des services doivent être implantés :
- en signalisation de position, à l’intérieur de l’aire. Lorsqu’il est jugé utile, le jalonnement permettant d’accéder aux services situés dans l’aire doit être réalisé au moyen des panneaux de type D, comprenant les idéogrammes et des symboles correspondants ;
- en présignalisation des aires, associés au panneau de type C65.

### Autres cas
Les panneaux de type CE et/ou le panneau C1a peuvent être implantés :
- en signalisation de position : si le service ou l'installation n’est pas signalé par une enseigne prévue à l’article L.581-3 du code de l’environnement, ou si le service ou l'installation n'est pas suffisamment visible ni identifiable. Ces services sont en général accessibles à pied. S’adressant à des usagers en situation de conduite, les panneaux sont implantés sur la voie de desserte au droit de l’accès piéton ;
- en présignalisation : La présignalisation ne peut être implantée qu’au dernier carrefour précédant le service, et si les conditions suivantes sont réunies :
  - le service ou l'installation n’est pas signalé par une préenseigne prévue à l’article L.581-3 du code de l’environnement ;
  - le panneau de position ou le service n'est pas visible ou l'accès au service n'est pas direct.

## Sources
- Arrêté du 24 novembre 1967 modifié relatif à la signalisation des routes et des autoroutes.
- Instruction interministérielle sur la signalisation routière – 5e partie – Signalisation d'indication, des services et de repérage – Arrêté du 6 décembre 2011 annexe 2 modifiant l'arrêté du 24 novembre 1967 relatif à la signalisation des routes et autoroutes (Journal officiel du 22 décembre 2011).